# Emis Killa
Emiliano Giambelli (14 noiembrie 1989, Vimercate, Italia) cunoscut și sub numele de scenă Emis Killa  este un rapper Italian care locuiește la Milano.

## Discografie

### Albume
- 2011 - Il Peggiore
- 2012 - L'erba cattiva
- 2013 - Mercurio

### Mixtape
- 2009 - Keta Music
- 2010 - Champagne e spine
- 2011 - The Flow Clocker vol. 1

### Single-uri
- 2012 - Cashwoman
- 2012 - Parole di ghiaccio
- 2012 - Dietro front (feat Fabri Fibra)
- 2012 - Cocktailz
- 2012 - Se il mondo fosse (feat J-Ax, Club Dogo, Marracash)
- 2012 - Sulla Luna
- 2013 - Scordarmi chi ero
- 2013 - Killers
- 2013 - A cena dai tuoi (feat. J-Ax)
- 2014 - Essere umano (feat. Skin)
- 2014 - Maracana